# Baić
Baić, plemićka porodica uživa plemstvo od Leopolda I. (1658. – 1705.), a dodijeljeno je Stjepanu Baiću i njegovim sinovima, kao i bratu Đuri 1691. godine.  Plemstvo je 10. siječnja 1756. potvrđeno u Njitri Antunu i Ivanu Baiću, a iste godine 2. svibnja potvrđeno je i u Bačkoj županiji.  Iványi spominje Komoransku županiju (madž. Komarom megye), a Bars i Lipto kao mjesta u navedenoj županiji odakle po njemu ova porodica vodi podrijetlo. 
Porodica se seli u Komaromsku županiju odakle se vjerojatno naseljavaju i u Lemeš gdje se nalaze na popisu iz 1751. Ogranci ove porodice žive u Baji i Bajmaku.
Godine 1799. članovi ove porodice dobivaju potvrdu o pravom i nesumnjivom plemstvu za sebe i potomke. Uz potvrdu je priložena genealogija porodice.
Potomci ove porodice ne žive više u Lemešu. Interesantno je da se ova porodica vodi u kasnijim popisima i u dokumentaciji različito: Baicsi (Bajczi),  Bajcsi ili Bajtsy.  Na citiranom dokumentu gdje su navedena prezimena svih 36 porodica utemeljivača općine jasno stoji «Baics» što navodi na zaključak kako se radi o bunjevačkoj porodici. 
Dokaza o grbu nema.